# Тили Смит
Тили Смит е момиче от Великобритания, което през 2004 г., благодарение на знанията от училище успява да спаси около 100 души от вълните цунами в Индийския океан

## Училище
Тили учи в училището Дейнс Хил, в Оксшот, графство Съри. Няколко седмици преди земетресението учителят по география Андрю Кеърни преподава на Тили и съучениците ѝ урок за тектоника на плочите, подводните земетресения и последващите вълни цунами. Гледат и клип от цунами в Хавай.

## Цунами
За Коледа 2004 г., Тили с родителите си и по-малката си сестра отиват на екскурзия в Тайланд. Отсядат в хотел Мериот, Май Као бийч, на западния бряг на остров Пукет.
Когато на 26 декември 2004 г. морето започва да се отдръпва бързо, Тили е на плажа със семейството си. Тя, спомняйки си наученото в училище, веднага познава признака за идващо цунами и предупреждава родителите си. Те предупреждават персонала на хотела, спасителите и туристите. Всички успяват да се оттеглят на безопасни места и в крайна сметка плажът е един от малкото в района без жертви в този ден.

## Награди
На 9 септември 2005 г. Тили е наградена от Британското морско общество със специална награда на името на пионера в сеизмологията Томас Грей. Наградата е връчена от вицеадмирал Джеймс Бърнъл-Нъгънт.
На церемонията по повод първата годишнина от бедствието, Тили чете част от поема, именувана „Цунами“.
Астероидът 20002 носи името Tillysmith в чест на Тили Смит.